# Racconto di Orfeo
Il Racconto di Orfeo (The Tale of Orpheus and Erudices his Quene), conosciuto anche con il titolo di Orfeo ed Euridice (Orpheus and Eurydice), è un poema dello scrittore scozzese Robert Henryson.
L'opera - che viene fatta derivare da Boezio - fu pubblicata nel 1508 e tratta - come altri lavori coevi - il mito di Orfeo che, neppure un secolo dopo, sarebbe stato uno dei soggetti preferiti per le origini dell'opera.